# Neotremella guzmanii
Neotremella guzmanii är en svampart som beskrevs av Lowy 1979. Neotremella guzmanii ingår i släktet Neotremella och familjen Tremellaceae.   Inga underarter finns listade i Catalogue of Life.